# Квебецький університет у Монреалі
Квебе́цький університе́т у Монреа́лі (фр. Université du Québec à Montréal — Універсіте́ дю Кебе́к а Монреа́ль — UQÀM) — вищий навчальний заклад у місті Монреалі (провінція Квебек, Канада). Частина університетської мережі Квебецький університет. Заснований 9 квітня 1969 при об'єднанні Монреальської школи мистецтв (фр. École des Beaux-Arts de Montréal), Коледжу Св. Марії (фр. Collège Sainte-Marie) і трьох нормальних шкіл (фр. écoles normales).

## Відомі випускники
- Марі-Сіссі Лябреш (1969) — квебекська письменниця.